# Vezišće
Vezišće je naselje u općini Križ u Zagrebačkoj županiji.

## Stanovništvo
Po popisu stanovništva u selu je bilo 280 stanovnika.
| broj stanovnika | 286   | 257   | 248   | 246   | 277   | 344   | 365   | 460   | 461   | 461   | 476   | 445   | 398   | 318   | 280   | 269   | 220   |
|                 | 1857. | 1869. | 1880. | 1890. | 1900. | 1910. | 1921. | 1931. | 1948. | 1953. | 1961. | 1971. | 1981. | 1991. | 2001. | 2011. | 2021. |

## Poznate osobe
Mjesto je rođenja poznate operne pjevačice Milke Trnine.

## Spomenici i znamenitosti
- Spomen kuća rođenja operne pjevačice Milke Trnine
- Stare kuće "čardaši" s elementima seoske drvane arhitekture karakteristične za posavski kraj

## Šport
- NK Milka Trnina, nogometni klub